# 어느날 그 길에서
"어느날 그 길에서"(One Day on the Road )는 한국에서 제작된 황윤 감독의 2006년 다큐멘터리 영화이다. 최태영 등이 주연으로 출연하였다.

## 출연

### 주연
- 최태영
- 최천권
- 최동기

## 기타
- 프로듀서: 황윤
- 프로듀서: 김이찬
- 조명: 선환영
- 믹싱: 표용수
- 노래: 엘사
- CG: 정원석
- CG: 이영선
- CG: 류영희
- 번역: 윤수현